# Eugene Gross
Eugene P. Gross (27 de junho de 1926 – 19 de janeiro de 1991) foi um físico estadunidense, Edward and Gertrude Swartz professor na Universidade Brandeis, conhecido por suas contribuições ao modelo de colisão operador Bhatnagar–Gross–Krook (BGK) usado na equação de transporte de Boltzmann.

## Formação e carreira
Gross obteve um Ph.D. na Universidade de Princeton em 1948, onde foi um dos primeiros orientados de David Bohm.
Com Prabhu Lal Bhatnagar e Max Krook, Gross introduziu o operador Bhatnagar–Gross–Krook em um artigo no Physical Review em 1954.
Em 1961 Gross e separadamente Lev Pitaevskii apresentaram o que atualmente é conhecido como a equação de Gross–Pitaevskii.